# فيليب دبليو. جونستون
فيليب دبليو. جونستون (بالإنجليزية: Philip W. Johnston)‏ هو سياسي أمريكي، ولد في 21 يوليو 1944 في الولايات المتحدة. حزبياً، نشط في الحزب الديمقراطي.